# Virimi Vakatawa
Virimi Vakatawa (Rangiora, 1º maggio 1992) è un rugbista a 15 neozelandese di origini figiane, internazionale per la Francia, che gioca come tre quarti centro o tre quarti ala con il Racing 92. È cugino del rugbista Noa Nakaitaci, anche lui internazionale per la Francia.

## Biografia
Nato a Rangiora, nell'Isola del Sud in Nuova Zelanda, Vakatawa si trasferì con la propria famiglia nel villaggio di Naluwai nelle isole Figi, loro Paese di origine. Fu qui che frequentò le scuole e iniziò a giocare a rugby a 15 e a 13, mettendosi in evidenza per la sua velocità e arrivando a vestire la maglia delle Figi under 19. Le sue doti vennero notate da Sireli Bobo, tre quarti ala del Racing Métro 92, il quale lo contattò invitandolo ad unirsi al suo club.
Vakatawa nel 2010 si stabilì quindi a Parigi e giocò la sua prima partita da professionista con il Racing Métro 92 nel gennaio 2011, affrontando il Clermont in una partita valevole per l'Heineken Cup. A partire dalla stagione successiva cominciò a giocare più stabilmente da titolare, ma in seguito le sue presenze si ridussero progressivamente a causa della forte concorrenza degli altri tre quarti del club.
Nel 2014 la federazione francese di rugby (FFR) gli offrì un contratto biennale, inserendolo nella nazionale francese di rugby a 7 impegnata nelle qualificazioni per le Olimpiadi di Rio de Janeiro 2016; lo stesso anno Vakatawa ottenne la nazionalità francese diventando convocabile. Il suo impegno con la Francia VII fu molto proficuo e culminò con la partecipazione ai Giochi olimpici, dove i transalpini conclusero al settimo posto. Nel febbraio 2016 arrivò anche il debutto internazionale di Vakatawa con il XV della Francia, affrontando allo Stade de France l'Italia nel corso del Sei Nazioni; la partita finì 23-21 per i francesi e Vakatawa segnò la prima delle tre mete realizzate complessivamente dalla Francia.
Terminata l'esperienza olimpica Vakatawa ricevette diverse offerte da club del Top 14, ma alla fine decise di rinnovare per altre due stagioni il contratto con la federazione francese, rifiutando altre offerte economicamente più vantaggiose, per potere stare a Parigi vicino alla sua fidanzata. Nel giugno 2017 venne rilasciato dalla federazione al suo ultimo anno di contratto, consentendogli di tornare a giocare nel Racing 92. Il C.T. Jacques Brunel lo convocò per disputare la Coppa del Mondo di rugby 2019 e Vakatawa mise a segno due mete nella competizione, una contro Tonga nella fase a gironi, e un'altra nella partita persa 20-19 contro il Galles nei quarti di finale.